# Marek Trybuś
Marek Trybuś (ur. 10 października 1968) – polski hokeista.

## Kariera
- Górnik / GKS / KKH Katowice (1985-2005)
- Naprzód Janów (2005-2006)

Wieloletni zawodnik klubu z Katowic od lat 80. do połowy lat 2000.
W barwach reprezentacji Polski do lat 20 uczestniczył w turnieju mistrzostw świata juniorów do lat 20 w 1987, 1988 (Grupa A).

## Sukcesy
Klubowe
- Brązowy medal mistrzostw Polski: 1994, 1995, 1997, 1998 z Katowicami
- Srebrny medal mistrzostw Polski: 2001, 2002, 2003 z Katowicami

Indywidualne
- I liga polska w hokeju na lodzie (1993/1994):
- Zwycięski gol w meczu Górnik 1920 Katowice – Naprzód Janów (7:6) kończący rywalizację o brązowy medal (4-3 w meczach)[3].